# Walter Ballmer
Walter Ballmer (Liestal, 22 luglio 1923 – Milano, 28 settembre 2011) è stato un grafico svizzero.

## Biografia
Dopo essersi diplomato in graphic design alla Kunstgewerbeschule, scuola d'arti e mestieri di Basilea, Ballmer nel 1947 si trasferisce a Milano, dove inizia a collaborare con lo Studio Boggeri.
Nel 1956 viene assunto da Adriano Olivetti come graphic designer presso il dipartimento di sviluppo e pubblicità Olivetti a Ivrea. Nel 1970 crea il logo Olivetti, per il quale in seguito cura il restyling. È anche coinvolto nella creazione dell'immagine coordinata dell'azienda contribuendo a crearne la fama internazionale. 
Nel 1971 si mette in proprio aprendo lo studio Unidesign.
Lavora per importanti aziende, quali la Weber del gruppo FIAT, la catena di negozi Wertheim in Spagna, le artigrafichie Nava, lo stilista Valentino, l'ufficio turistico del Sestriere, Pirelli, Montecatini, La Roche e Colmar.  
Partecipa a importanti mostre personali e collettive a Venezia, Milano, Genova, Londra, Parigi e Johannesburg. 
Segnalato al Compasso d'oro nel 1954, riceve nel 1964 e nel 1971 il certificato di merito all'Esposizione nazionale svizzera e la medaglia d'oro BIO5 a Lubiana nel 1973.